# Винищення в'язнів у Станіславі

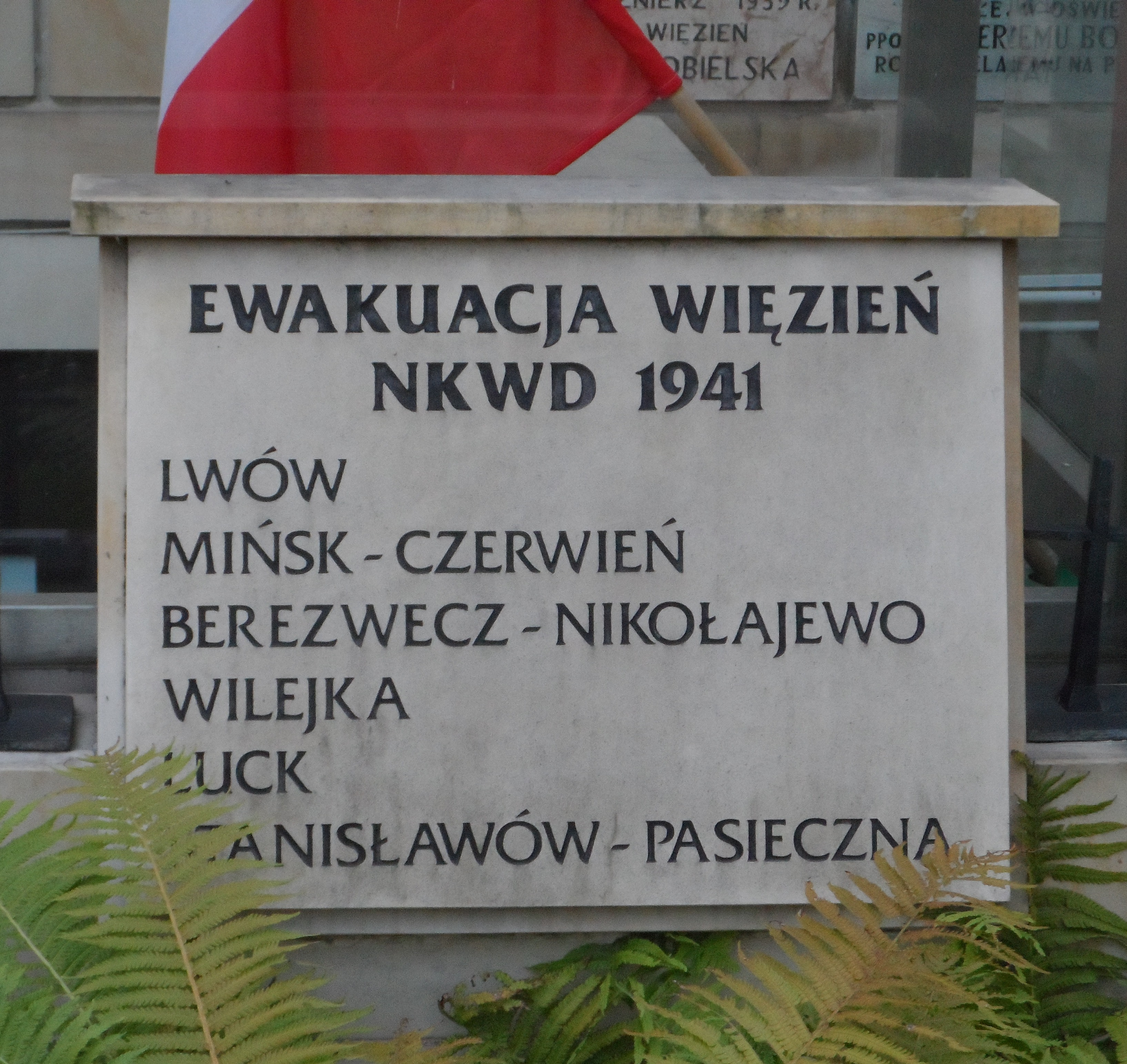
Дошка на території Костела св. Станіслава Костки у Варшаві, яка увічнює пам'ять про жертв в'язничних розстрілів НКВС, в тому числі в'язнів зі Станіслава

Винищення в'язнів у Станіславі (пол. Masakra w więzieniu w Stanisławowie) — ліквідація в'язниці у Станіславі (до 1939 Станиславів, нині Івано-Франківськ) шляхом масового знищення в'язнів, проведена радянськими каральними органами наприкінці червня 1941 року. Одна з багатьох так званих тюремних розправ, учинених енкаведистами після початку німецького вторгнення в СРСР. Жертвами злочину стали від 1200 до 2500 ув'язнених.   

## Історичне тло
Станиславів, який до вересневої кампанії 1939 був центром однойменного польського воєводства, перед самим нападом Німеччини на СРСР був радянським обласним центром. Заарештованих органами НКВС людей саджали в місцеву в'язницю, яка була однією із трьох радянських тюрем, що діяли в цій області, а в офіційних документах вона йменувалася «в'язницею № 1». Посаду начальника обіймав капітан Вершуханов.
22 червня 1941 року нацистська Німеччина вдерлася на радянську територію. Перші тижні війни виявилися досить успішними для німецької сторони. Дивізіям Вермахту вдалося розбити армії прикордонних військових округів СРСР, а потім проникнути вглиб радянської території.. Успіхом, зокрема, увінчався німецький удар у районі Волині і Східної Галичини, де боронилося найбільше і найкраще озброєне угруповання Червоної Армії — Південно-Західний фронт. Його підрозділи на день включення Галичини до Генеральної губернії (17 липня) зазнали величезних втрат живої сили і техніки та були змушені відступити на відстань понад 400 кілометрів на схід від німецько-радянського кордону на Сяні
На час початку німецько-радянської війни у в'язницях та місцях тимчасового утримання новоприєднаних Західної України та Західної Білорусі перебувало близько 40-50 тис. громадян. Радянська влада рішуче не бажала допустити, щоб їх звільнили німці. 24 червня 1941 року нарком внутрішніх справ Берія видав обласним управлінням НКДБ наказ розстріляти всіх політв'язнів, утримуваних у західних областях СРСР, евакуація яких углиб країни була неможлива. За наказом Берії, страті підлягали особи, засуджені за «контрреволюційну діяльність», «антирадянську діяльність», саботаж і диверсії, а також політичні в'язні, що перебували під слідством. Таким чином, радянська влада знищила у в'язницях на окупованій у 1939-му році території понад 20 000 людей.

## Спроба евакуації та вбивство в'язнів
Документи, знайдені в радянських архівах, засвідчують, що станом на 10 червня 1941 року в Станіславській тюрмі налічувалося 10 555 ув'язнених. У більшості це були поляки та українці.
Наприкінці червня 1941 р. Совіти спробували евакуювати в'язницю. За звітами НКВС, 577 ув'язнених було відправлено залізницею до Іванова, а ще 942 були звільнені або «залишені в тюрмі». З висновків же Лодзької окружної комісії з розслідування злочинів проти польського народу випливає, що під Гусятином на один з ешелонів налетіла німецька авіація. В результаті замішання в'язні вчинили спробу втекти, але це вдалося лише небагатьом. Більшість утікачів загинула від куль конвоїрів.
Історик Ігор Дерев’яний у матеріалі «Розстріли в'язнів в червні-липні 1941 р. Як це було» пише:
|  | Спочатку застосовували звичну для НКВД практику: індивідуально, у спецкамері, постріл у потилицю. Коли наближався фронт, а плани не було виконано, – розстрілювали масово: зганяли в'язнів до камер підвалів та через дверцята для передачі їжі стріляли з автоматичної зброї. А в останні дні – кидали до камер гранати |

Тим часом, співробітники НКВС ненадовго покинули Станіслав, залишивши засуджених без нагляду. Частина ув'язнених тоді спробувала втекти, але неможливо визначити, скільком із них вдалося здійснити цей задум. Тогочасна преса і уцілілі польські в'язні відзначали, що з в'язниці вирвалося до тисячі осіб. У свою чергу, один зі свідків, допитаних у 90-х роках ХХ ст. Лодзькою окружною комісією з розслідування злочинів проти польського народу, ствердив, що втеча виявилася вдалою для 40 чоловіків і 40 жінок.. Допомогу зовні для в'язнів-утікачів організував капітан Ігнацій Любчинський спільно з молоддю із Стрілецького союзу і польської молодіжної військової організації «Військова підготовка» (пол. Przysposobienie Wojskowe).
Невдовзі енкаведисти повернулися до міста і почали систематичне винищення в'язнів. Жертв розстрілювали у в'язничних підвалах або у внутрішньому дворі. На період страти вони заводили автомобільні двигуни або пускали гучну музику з мегафонів, щоб заглушити виляски пострілів і передсмертні крики. Цей засіб виявився дієвим, оскільки розправа стала надбанням гласності тільки після остаточної евакуації радянських урядовців зі Станіслава..
2 липня місто зайняли союзні німецьким військам угорські підрозділи. Жителі тоді ринулися до в'язниці, надіючись, що вони там відшукають заарештованих родичів і друзів. На території будівлі було знайдено тільки десятки постріляних тіл. Колаборантська щоденна газета «Goniec Krakowski» сповістила, що у дворі суду і в сусідньому саду було додатково виявлено три колективні могили, заповнені кількома шарами трупів. Спільні могили також було знайдено в Посічі (понад 200 тіл) і в Пасічній (три могили з сотнями останків). Очевидці ексгумації повідомляли, що багато трупів мали сліди тортур — наприклад, ураження електричним струмом. До того ж вони твердили, що в одній із камер працівники НКВС замурували в'язнів живцем (польський історик Богдан Мусял піддав сумніву такого роду свідчення).
Відомості про кількість убитих в'язнів, які подають джерела, різняться. Документи НКВС повідомляють, що у в'язницях Станіслава, Коломиї та Печеніжина загалом було ліквідовано 1000 осіб. Вже 5 липня 1941 року капітан держбезпеки Філіппов направив наркому Сергієнку доповідну «Про евакуацію в’язниць західних областей СРСР», де зазначалося, зокрема, що у в’язницях Станіславської області було розстріляно 1000 в’язнів. Інші джерела зазначали, що в самій лише Станіславській в'язниці загинули від 1200 до 2500 ув'язнених. Лодзька окружна комісія з розслідування злочинів проти польського народу, яка розслідувала цю справу, оцінила кількість жертв приблизно в 1500.

## Подальші події
Трупи, знайдені в тюремних камерах і в підвалах або у внутрішньому дворі, були поховані в колективних могилах на міському кладовищі. Тільки тіла впізнаних жертв забрали їхні сім'ї. З масових поховань у дворі суду було вилучено лише вісім трупів; решту знову засипали із санітарних причин. 
У 1989-1990 роках масові поховання в Посічі та Пасічній обстежили працівники товариства «Меморіал».

## Виноски
1. ↑  У свідченнях і звітах очевидців, які брали участь в ексгумації жертв масових убивств у в'язницях НКВС, неодноразово повторювалися відомості, що знайдені останки мали ознаки звірячих катувань. Не виключено, що деякі енкаведисти знущалися із жертв, перш ніж їх убили. Попри це, польський історик з Інституту національної пам'яті Польщі Богдан Мусял чомусь схиляється до думки, що ті ушкодження, які сприйняли свідки як сліди катувань, зазвичай були спричинені розкладанням тіл (прискореним унаслідок літньої спеки), а також діяльністю некрофагів і невправною ексгумацією. Немаловажним є той факт, що страти іноді виконувалися з великим поспіхом, наприклад, із застосуванням гранат і кулеметів[12].
2. ↑  Богдан Мусял вважає, що звістки про замурування в'язнів живцем, які повторюються в розповідях багатьох свідків, буцімто зазвичай мають своє коріння у плітках або виникали в результаті помилкового тлумачення фактів. На його думку, в камерах замуровували лише трупи попередньо розстріляних в'язнів[13].